# Arthur Rackham
Arthur Rackham (19. září 1867 – 6. září 1939) byl anglický ilustrátor. Pracoval jaro redaktor a kreslíř dětských časopisů, ilustroval více než třicet knih. Mezi nimi byly i Gulliverovy cesty, Alenka v říši divů či první sbírka hororových povídek E. A. Poea. Je rovněž autorem ilustrací podle Wagnerova Prstenu Nibelungova.